# هراديزك (بولتافسكا)
هراديزك (Градизьк) هي مدينة في مقاطعة بولتافسكا في أوكرانيا.
يبلغ عدد سكانها حوالي 7154   نسمة.